# 난마촌
난마촌(南摩村)은 도치기현의 중서부, 가미쓰가군에 속했던 촌이다. 

## 역사
- 1889년 4월 1일 - 정촌제 시행에 의해 가미쓰가군 난마촌이 성립하였다.
- 1955년 7월 28일 - 가누마시에 편입되어 소멸하였다.